# Grande Prêmio da França de 1987
Resultados do Grande Prêmio da França de 1987 realizado em Paul Ricard em 5 de julho de 1987. Sexta etapa da temporada, teve como vencedor o britânico Nigel Mansell, que subiu ao pódio junto a Nelson Piquet numa dobradinha da Williams-Honda, com Alain Prost em terceiro pela McLaren-TAG/Porsche.

## Classificação da prova
| Pos. | Nº | Piloto             | Construtor             | Voltas | Tempo/Diferença  | Grid | Pontos |
| ---- | -- | ------------------ | ---------------------- | ------ | ---------------- | ---- | ------ |
| 1    | 5  | Nigel Mansell      | Williams-Honda         | 80     | 1:37'03"839      | 1    | 9      |
| 2    | 6  | Nelson Piquet      | Williams-Honda         | 80     | + 7"711          | 4    | 6      |
| 3    | 1  | Alain Prost        | McLaren-TAG/Porsche    | 80     | + 55"255         | 2    | 4      |
| 4    | 12 | Ayrton Senna       | Lotus-Honda            | 79     | + 1 volta        | 3    | 3      |
| 5    | 19 | Teo Fabi           | Benetton-Ford          | 77     | + 3 voltas       | 7    | 2      |
| 6    | 4  | Philippe Streiff   | Tyrrell-Ford           | 76     | + 4 voltas       | 25   | 1      |
| 7    | 3  | Jonathan Palmer    | Tyrrell-Ford           | 76     | + 4 voltas       | 24   |        |
| 8    | 2  | Stefan Johansson   | McLaren-TAG/Porsche    | 74     | + 6 voltas       | 9    |        |
| 9    | 14 | Pascal Fabre       | AGS-Ford               | 74     | + 6 voltas       | 26   |        |
| Ret  | 28 | Gerhard Berger     | Ferrari                | 71     | Suspensão        | 6    |        |
| NC   | 11 | Satoru Nakajima    | Lotus-Honda            | 71     | Não classificado | 16   |        |
| Ret  | 27 | Michele Alboreto   | Ferrari                | 64     | Motor            | 8    |        |
| Ret  | 17 | Derek Warwick      | Arrows-Megatron        | 62     | Turbo            | 10   |        |
| Ret  | 30 | Philippe Alliot    | Lola-Ford              | 57     | Câmbio           | 23   |        |
| Ret  | 16 | Ivan Capelli       | March-Ford             | 52     | Motor            | 23   |        |
| Ret  | 23 | Adrian Campos      | Minardi-Motori Moderni | 52     | Turbo            | 21   |        |
| Ret  | 25 | René Arnoux        | Ligier-Megatron        | 33     | Exaustão         | 13   |        |
| Ret  | 20 | Thierry Boutsen    | Benetton-Ford          | 31     | Motor            | 5    |        |
| Ret  | 10 | Christian Danner   | Zakspeed               | 26     | Superaquecimento | 19   |        |
| Ret  | 26 | Piercarlo Ghinzani | Ligier-Megatron        | 24     | Motor            | 17   |        |
| Ret  | 24 | Alessandro Nannini | Minardi-Motori Moderni | 23     | Turbo            | 15   |        |
| Ret  | 7  | Riccardo Patrese   | Brabham-BMW            | 19     | Diferencial      | 12   |        |
| Ret  | 9  | Martin Brundle     | Zakspeed               | 18     | Roda             | 18   |        |
| Ret  | 21 | Alex Caffi         | Osella-Alfa Romeo      | 11     | Motor            | 20   |        |
| Ret  | 8  | Andrea de Cesaris  | Brabham-BMW            | 2      | Turbo            | 11   |        |
| Ret  | 18 | Eddie Cheever      | Arrows-Megatron        | 0      | Pane elétrica    | 14   |        |

## Tabela do campeonato após a corrida
| Pos. | Piloto           | Pontos |
| ---- | ---------------- | ------ |
| 1    | Ayrton Senna     | 27     |
| 2    | Alain Prost      | 26     |
| 3    | Nelson Piquet    | 24     |
| 4    | Nigel Mansell    | 21     |
| 5    | Stefan Johansson | 13     |

| Pos. | Construtor          | Pontos |
| ---- | ------------------- | ------ |
| 1    | Williams-Honda      | 45     |
| 2    | McLaren-TAG/Porsche | 39     |
| 3    | Lotus-Honda         | 30     |
| 4    | Ferrari             | 17     |
| 5    | Brabham-BMW         | 4      |

| Pos. | Piloto           | Pontos |
| ---- | ---------------- | ------ |
| 1    | Jonathan Palmer  | 33     |
| 2    | Philippe Streiff | 30     |
| 3    | Pascal Fabre     | 26     |
| 4    | Philippe Alliot  | 15     |
| 5    | Ivan Capelli     | 6      |

| Pos. | Construtor   | Pontos |
| ---- | ------------ | ------ |
| 1    | Tyrrell-Ford | 63     |
| 2    | AGS-Ford     | 26     |
| 3    | Lola-Ford    | 15     |
| 4    | March-Ford   | 6      |

- Nota: Somente as primeiras cinco posições estão listadas. Entre 1981 e 1990 cada piloto podia computar onze resultados válidos por temporada não havendo descartes no mundial de construtores.